# Hypozetes inexpectatus
Hypozetes inexpectatus är en kvalsterart som beskrevs av Maroy 1972. Hypozetes inexpectatus ingår i släktet Hypozetes och familjen Austrachipteriidae. Inga underarter finns listade i Catalogue of Life.